# Юсупова, Чакар Саидовна
Чакар Саидовна Юсупова (20 мая 1933 — 25 октября 2016, Москва, Российская Федерация) — советский и российский дагестанский филолог, главный научный сотрудник Института языка, литературы и искусства им. Г. Цадасы Дагестанского научного центра (ДНЦ) РАН, заслуженный деятель науки и техники Российской Федерации.

## Биография
В 1957 г. окончила Дагестанский государственный педагогический институт им. С. Стальского.
С 1959 г. — в Институте языка, литературы и искусства им. Г. Цадасы ДНЦ РАН, прошла путь от научно-технического сотрудника отдела литературы до главного научного сотрудника центра по изучению творчества Расула Гамзатова. В 1964 г. она окончила аспирантуру при Дагестанском филиале АН СССР. В 1967 г. — в Институте мировой литературы им. А. М. Горького защитила кандидатскую диссертацию, в 1988 г. — докторскую.
Являлась ведущим исследователем творчества Расула Гамзатова, а также крупнейших дореволюционных поэтов-классиков дагестанской литературы — Али-Гаджи из Инхо, Махмуда из Кахабросо, Тажудина из Батлаича (Чанки).
Автор более 70 научных трудов, из них 12 монографий. Принимала участие в написании «Истории дагестанской советской литературы» в 2-х томах (1967—1968), в создании капитального коллективного труда «Дагестанская литература: закономерности развития (1965—1985)», вышедшего в свет в 1991 г. под её редакцией.

## Научные труды
- «О современной аварской лирике» (Махачкала, 1970)
- «Дагестанская поэма. Становление и развитие жанра» (М.: Наука, 1989)
- «Али-Гаджи из Инхо: жизнь и творчество» (Махачкала, 1997)
- «Три десятилетия аварской поэзии. 1955—1980» (Махачкала, 1998)
- «Аварский романтизм: конец XIX — начало XX века» (Махачкала, 2000)
- «Махмуд из Кахабросо. Высший духовный подвиг» (Махачкала, 2003)
- «Расул Гамзатов в расколотом мире» (Махачкала, 2007)
- «Жанр поэмы в литературах народов Дагестана и Северного Кавказа» (Махачкала, 2009)
- «Тажудин из Батлаича. Чанка. Поэзия высокой скорби и вознесений» (Махачкала, 2012).

## Награды и звания
- «Заслуженный деятель науки Российской Федерации» (2004).
- «Заслуженный деятель науки Республики Дагестан» (1995).
- Лауреат Государственной премии Республики Дагестан в области науки (литературоведение) (2001).
- Лауреат премии им. Расула Гамзатова (2013).